# Codex Glazier
Le Codex Glazier, est un manuscrit en copte onciale du Nouveau Testament sur parchemin contenant les Actes des Apôtres. Il est daté paléographiquement du IVe ou Ve siècle. D'un point de vue textuel, il est très proche du Codex Bezae grec. Il est actuellement conservé à la Morgan Library and Museum à New York (G.67).

## Histoire
Le manuscrit date de la fin du IVe ou du début du Ve siècle. 
Avant 1963, il faisait partie de la collection privée de manuscrits de William S. Glazier, un banquier.
En 1983, il a été présenté avec la collection entière de Glazier à la Morgan Library and Museum. Charles Ryskamp, directeur de la Morgan Library, a décrit la collection Glazier comme un «ajout important à la bibliothèque Morgan». 
Theodore C. Petersen a publié en 1964 une sélection de ses travaux sur le codex, mais seulement dans une traduction anglaise. Il avait prévu de fournir une édition critique du codex, mais il est décédé avant sa parution, en 1966.
Le manuscrit a été étudié par Petersen, Haenchen, Weigandt, Bober Epp et Schenke. Elton Jay Epp a publié plusieurs études originale sur ce sujet. Le texte du codex a été édité par Schenke en 1991.
Les études du codex ont été incorporées à l'appareil critique de la 26ème édition du Novum Testamentum Graece de Nestlé-Aland.

## Description

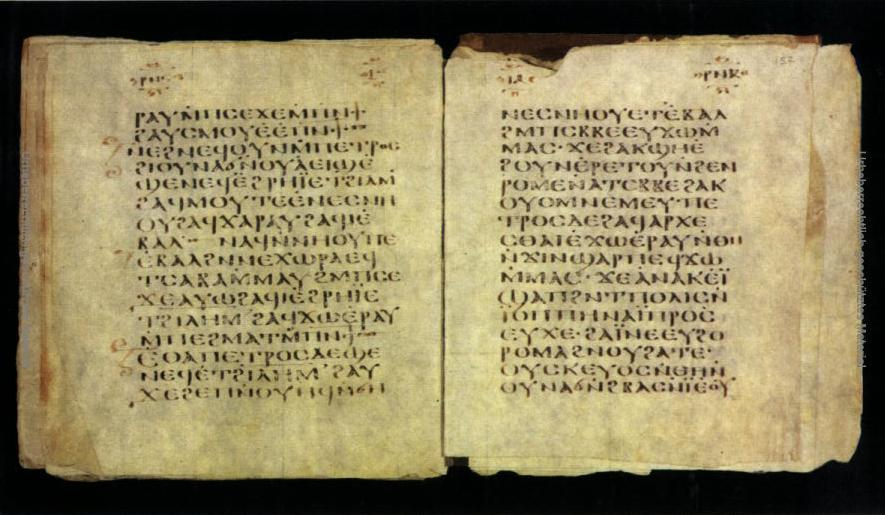
Texte du Codex Glazier

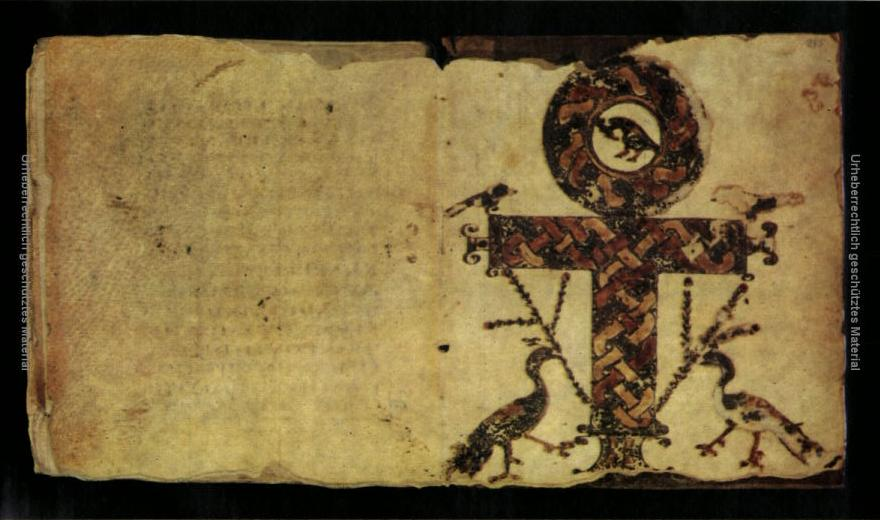
Croix enluminée (crux ansata) à la fin du codex

Le Codex Glazier contient le texte des Actes des Apôtres 1:1-15:3. Le manuscrit se termine par aux Actes 15:3 sur le recto du folio 155, tandis que la page suivante est laissée en blanc. 
La taille des pages est de 12,1 sur 10,4 cm. Le texte est écrit sur une seule colonne de 16 lignes par page, avec de larges marges, et contient des trémas. Le texte est divisé selon les chapitres dont les numéros sont donnés dans la marge de gauche. Les pages du manuscrit sont numérotées.
Les nomina sacra sont écrits sous des formes contractées.
Le manuscrit est écrit en dialecte moyen-égyptien de la langue copte. Bien que le Codex Glazier ne contienne que la première moitié des Actes, son caractère non fragmentaire revêt une importance particulière pour l'étude du texte occidental.
Le texte du codex est représentatif du type de texte occidental, très proche du Codex Bezae. C'est actuellement le manuscrit principal qui soutient le texte du Codex Bezae dans les Actes. C'est aussi le seul manuscrit copte avec un texte occidental strict.
Le manuscrit contient également quelques illuminations. En particulier, à la fin du manuscrit, sur feuille supplémentaire, se trouve une image avec un grand crux ansata (croix avec poignée semblable à une croix Ânkh), un motif apparaissant dans les textiles coptes et les sculptures en pierre. L'image est peinte dans les couleurs jaune, rouge et marron.

### Concordance avec le Codex Bezae
Acts 2:30 αυτου] + κατα σαρκα αναστησαι τον Χριστον και (Selon la chair pour élever le Christ, et)
Acts 2:47 ημεραν] + εν τη εκκλησια (dans l'église)
Acts 4:24 ακουσαντες] και επιγνοντες την του θεου ενεργειαν;
Acts 5:18 δημοσια] και επορευθη εις εκαστος εις τα ιδια;
Acts 11:2 il contient la longue variante occidentale, contenue par D et d seulement, qui les a aussi rencontrés [les frères] et leur a rapporté la grâce de Dieu. La dernière partie est soutenue par une lecture similaire de G67 et leur a parlé de la miséricorde de Dieu.
Acts 13:44 selon D et d et quand il avait fait un long discours sur le Seigneur, G67 a: Mais Paul a longuement parlé dans le discours concernant le Seigneur Jésus.

### Différentes lectures supportées par le latin ancien
Acts 6:1 hommes] ange
Acts 7:46 Le Bezae lit οικω, G67 supporte la lecture θεω;
Acts 12:25 Le Bezae lit Σαυλος] G67 supporte la lecture ος επεκληθη Παυλος (lui qui était appelé Paul))
Acts 14:20 Seulement h et G67, dans le rapport expliquant que les disciples se sont réunis autour de Paul après qu'il a été lapidé et chassé de la ville.

## Importance du texte
Avant la découverte du Codex Glazier, un certain nombre de lectures du Codex Bezae avaient l'appui seulement de témoins tardifs occidentaux d'origines diverses et aucun témoin de souche. Dans de tels cas, il est toujours difficile de décider si la lecture doit être considérée comme occidentale ou non. L'existence du Codex Glazier permet de séparer les anciennes lectures occidentales de la lecture tardive. Cela permet aux spécialistes de décider avec plus d'assurance.
Le Codex Bezae a une lacune en 8: 29-10: 14. Le Codex Floriacensis (désigné par h) en vieux latin présente également cette même lacune dans cette section jusqu'à 9: 24a et après 9: 24a. Le Codex Glazier est donc un témoin important pour la reconstruction du texte occidental pour cette partie. Au moins 21 lectures du Glazier de cette partie peut représenter le texte occidental.
Le manuscrit est également important en tant que témoin de la langue copte car il est l'un des rares manuscrits écrits dans le dialecte copte utilisé en Moyenne Egypte.